# Rosa Bustamante Montoro
Rosa Alejandrina Bustamante Montoro conocida como Rosa Bustamante Montoro (Madrid, 1962) es una investigadora y arquitecta española especialista en Construcción y Tecnología Arquitectónicas.

## Trayectoria
Bustamante estudió arquitectura en la Escuela Técnica Superior de Arquitectura de Madrid (ETSAM), se graduó en 1989 y se doctoró en 1996 al leer la tesis de título "La conservación del patrimonio cultural inmueble durante conflictos armados: la guerra civil española (1936-1939)". Desde el año 2000 es profesora titular en el Departamento de Construcción y Tecnología Arquitectónicas de la ETSAM. Pertenece al grupo de investigación Análisis e Intervención en Patrimonio Arquitectónico. Es profesora de cursos de especialidad en patología de la edificación y técnicas de intervención, en actividad pericial y gestión de la rehabilitación, así como en Máster en patología y rehabilitación de la edificación de la Universidad Politécnica de Madrid (UPM).
Bustamante es una investigadora en técnicas de intervención en la edificación que ha publicado los resultados de su trabajo en artículos de revistas científicas, en ponencias, libros y obras colectivas así como en comunicaciones de Congresos. Organiza y participa como docente en cursos y másteres de especialización en diferentes instituciones y universidades, como el del 2012-2013 en la Universidad de Oviedo.
Bustamante está colegiada con número 18447 en el Colegio Oficial de Arquitectos de Madrid (COAM) trabajando como profesional arquitecta independiente.

## Obras seleccionadas

### Tesis
- 1996 La conservación del patrimonio cultural inmueble durante conflictos armados: la guerra civil española (1936-1939).[6]

### Publicaciones
- 2000 Bóvedas de cañón construidas con tufo de las viviendas arequipeñas.[7]
- 2009 La accesibilidad física e intelectual en los itinerarios de visita a los conjuntos históricos: catedrales.[8]
- 2017 Las soluciones constructivas en las viviendas sociales de la segunda mitad del siglo XX a la luz del código técnico de la edificación: Fuencarral y Palomeras Sureste. En colaboración con Juan Monjo Carrió y Luis Moya González. "ReCoPar" (n. 13); pp. 8-21. ISSN 1886-2497.[9]